# Fredi
Matti Kalevi Siitonen, artistnamn Fredi, född 23 juli 1942 i S:t Michel, död 23 april 2021 i Helsingfors, var en finländsk sångare, komiker och TV-presentatör. Han var sedan 1969 gift med Eva-Riitta Siitonen.
Siitonen debuterade 1965 under artistnamnet Folk-Fredi med Roskisdyykarin balladi, en finsk översättning av Cornelis Vreeswijks protestsång Ballad på en soptipp. Under 1960- och 1970-talet utgav han ett stort antal skivor och nådde stor framgång med bland annat Kolmatta linjaa takaisin (1968), Puhu hiljaa rakkaudesta (1972) och Avaa sydämesi mulle (1974). Han representerade Finland två gånger vid Eurovisionsschlagerfestivalen, dels 1967 då han nådde 12:e plats med låten Varjoon suojaan (med text av Lasse Mårtenson), dels 1976, då han kom på 11:e plats med låten Pump pump. Han hade även varit medlem av ensemblen "Kivikasvot" och medverkat i olika tv-program. 
Siitonen dog i april 2021.

### Uppslagsverk
- Fredi i Uppslagsverket Finland (webbupplaga, 2012). CC-BY-SA 4.0